# 2B9 Vassilek
Le 2B9 Vassilek (2Б9 "Василёк" - Bleuet) est un mortier automatique de calibre 82 mm développé en Union soviétique en 1967 et mis en service avec l'armée soviétique en 1970. Il est basé sur le mortier automatique F-82. Contrairement aux mortiers conventionnels, le 2B9 peut tirer en mode simple et automatique en salve de quatre coups. Les cartouches peuvent être chargées soit par la bouche soit par la culasse. En raison de son chariot à roues, le 2B9 ressemble plus à une pièce d'artillerie légère qu'à un mortier conventionnel.
Le 2B9 a été utilisé en Afghanistan par des unités soviétiques et se trouve toujours dans les unités d'infanterie aéromobiles russes. Lors des combats en Afghanistan, les unités soviétiques ont découvert que le 2B9 était une arme polyvalente et utile. Le 2B9 peut tirer des obus hautement explosifs, perforants et fumigènes, ainsi que des fusées éclairantes. Le projectile perforant, qui pèse 3,1 kg, a une ogive de 75 g qui peut pénétrer 100 mm de blindage. Lors de l'explosion, l'obus hautement explosif produit 400 à 600 fragments.
Le 2B9 peut être remorqué mais est généralement transporté sur un GAZ-66 modifié. En 1988, le 2B9 a également été déployé comme arme automotrice en montant le canon-mortier à l'arrière d'un véhicule blindé de transport de troupes MT-LB, cette technique a été réutilisée en Ukraine,.
Pendant la guerre civile syrienne, le 2B9M Vassilek a été utilisé par les forces armées syriennes, les unités de protection du peuple kurde et le groupe islamiste Ansar al-Sham. Ce dernier a utilisé un mortier automatique 2B9M près du mont Chalma, district de Kesab.

## Variantes
- 2B9 Vassilek – Modèle de base
  - 2B9M Vassilek - Version modernisée introduite en 1982 et adoptée en 1983.
- DE-82 - version hongroise améliorée développée en 1987.
- Type W99 - 2B9 Vassilek produit en république populaire de Chine par Norinco[7].

## Les opérateurs

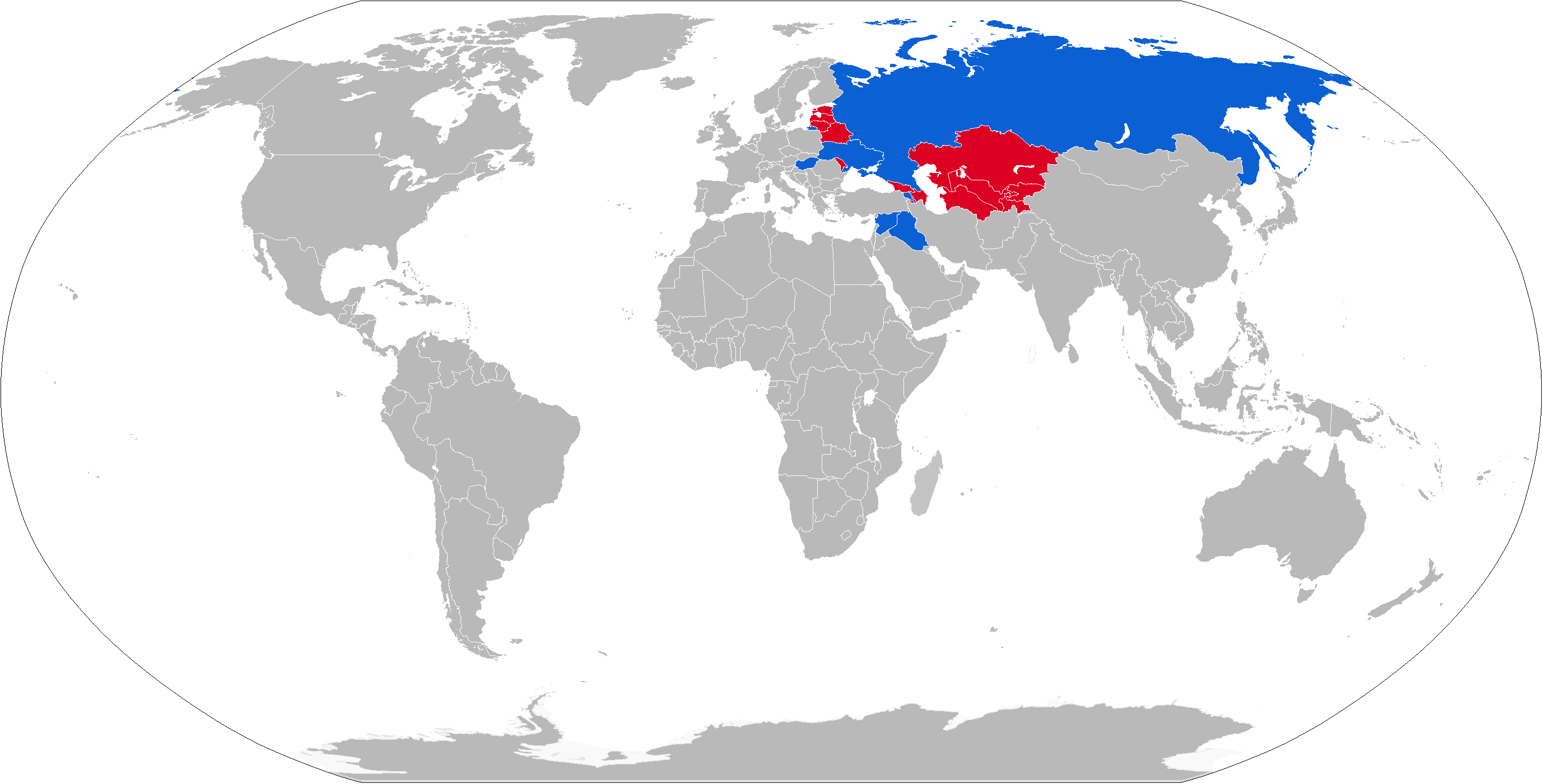
Carte avec les opérateurs 2B9 en bleu avec les anciens opérateurs en rouge

### Opérateurs actuels
Opérateurs actuels
- Arménie[9]
- Chine
- Croatie
- Géorgie[réf. nécessaire]
- Hongrie
- Irak – souvent monté sur MT-LB.[réf. nécessaire]
- Kazakhstan
- Koweït
- Libye
- Russie
- Syrie – Utilisé par les forces gouvernementales et rebelles pendant la guerre civile syrienne[6].
- Ukraine – Utilisé à la fois par le gouvernement et la république populaire de Donetsk, les forces de la république populaire de Lougansk dans la guerre du Donbass[10],[11]. Utilisé par les forces armées ukrainiennes dans leur défense face à l'invasion russe[12].

### Anciens opérateurs
- Union soviétique